# Xylotrechus gahani
Xylotrechus gahani är en skalbaggsart som beskrevs av Duvivier 1891. Xylotrechus gahani ingår i släktet Xylotrechus och familjen långhorningar. Inga underarter finns listade i Catalogue of Life.